# 王道行 (嘉靖庚戌進士)
王道行（1531年—？），字明輔（明甫），號龍池，山西陽曲縣人，明朝政治人物，嘉靖庚戌進士。官至四川布政使。

## 生平
山西鄉試第九名，嘉靖二十九年（1550年）庚戌科進士第二甲第四十二名。時欧阳文庄公典試，得人最盛，以文名者吴之宗子相、楚之吴明卿、蜀之张肖甫、晉之王明甫，年最少。初授鄧州知州，遷大名府同知，轉苏州府知府，累官陝西鳳翔府知府。嘉靖三十八年（1559年）轉任南直隸蘇州府知府。正直廉介，所至吏畏民懷，人不敢干以私。嘉靖四十一年（1562年）升常鎮兵備副使。歷陕西右參政，隆慶元年（1567年）三月升湖广按察使，不久因前任苏州知府被弹劾，令回籍听勘。降山东布政使司右参政，三年（1569年）七月升河南按察使，四年三月官至四川右布政使，五年正月以耿介忤當路，以拾遗罷免歸。日惟杜門著書，或与里中耆德結祉觴詠。陳民间利病，如議開三門，復書院，革说帖之诬，雪青衿之冤，罷一切諸行庫役斗级里長之苦，當道重之。

## 成就
與石星、黎民表、朱多煃、趙用賢並稱“續五子”。有《奕世增光錄》、《桂子園集》。

## 家族
曾祖父王居；祖父王鼎，壽官；父王尚智，曾任巡檢。母米氏。具庆下。弟王道明。